# Rudniki (powiat bytowski)
Rudniki (dodatkowa nazwa w j. kaszub. Rudniczi; niem. Rudnik, do 1850 r. Dorawo) – kolonia kaszubska w Polsce na Równinie Charzykowskiej w regionie Kaszub zwanym Gochami położona w województwie pomorskim, w powiecie bytowskim, w gminie Lipnica.
W latach 1975–1998 miejscowość administracyjnie należała do województwa słupskiego.
Inne miejscowości o nazwie Rudniki: Rudniki